# Nationalbolschewismus
Nationalbolschewismus ist die Bezeichnung einer politischen Strömung, die zur Zeit der Weimarer Republik eine Anlehnung des Deutschen Reiches an Sowjetrussland bzw. die Sowjetunion anstrebte und eine nationale Revolution, jedoch keine weltweite kommunistische Revolution forderte. Auch im postsowjetischen Russland gab und gibt es Strömungen, die sich als „nationalbolschewistisch“ bezeichnen.
Nationalbolschewistische Gedanken konnten sehr verschiedene Formen annehmen, sodass die entsprechenden Gruppierungen vielfach zerstritten waren. Das Wort Nationalbolschewist wird auch als Schimpfwort für kommunistische oder für sozialrevolutionäre Nationalisten gebraucht. Als Erfinder des Begriffs gilt Karl Radek, der damit, nach der Abspaltung der KAPD von der KPD, abfällig die syndikalistisch orientierte kommunistische Politik der Hamburger Revolutionäre Heinrich Laufenberg und Fritz Wolffheim so bezeichnete (Hamburger Nationalkommunismus).

## Begriff
Als Hauptbegründer des Nationalbolschewismus gelten zwei Gründungsmitglieder der KPD, Heinrich Laufenberg und Fritz Wolffheim, in Hamburg. Ihre Grundthese besagte, dass die „Verstümmelung des deutschen Reichskörpers“ durch das „Versailler Diktat“ und die Bedingungen der Entente zwangsweise zu einer Proletarisierung des gesamten deutschen Volkes, mit Ausnahme einer kleinen Zahl von Kapitalisten, führen müsse. Dementsprechend sahen sie nicht mehr nur die Arbeiterklasse, sondern fast das gesamte Volk als revolutionäres Subjekt, dessen Zukunft das sozialistische Rätesystem sei.
Dabei betrachteten sie Nationalismus und Sozialismus als untrennbar miteinander verbunden. Der Begriff eines „Volksganzen“ tauchte 1919 erstmals in ihren Schriften auf. Sie sahen den Klassenkampf als eine Vorstufe zum „Volkskampf“ an. Die Arbeiterklasse, als fortschrittlichster Teil des „Volksganzen“, sollte die Befreiung aller unterdrückten „Volksmassen“ anführen, wobei die kommunistische Organisation eine Avantgardefunktion innehabe, ohne jedoch neue Führer zu schaffen. Damit werde aus der proletarischen Klassenorganisation eine „proletarische Volksorganisation“. Laufenberg und Wolffheim waren auch von syndikalistischen Ideen beeinflusst.

## Weimarer Republik
Otto-Ernst Schüddekopf beschrieb den Nationalbolschewismus in seiner einflussreichen Studie Linke Leute von Rechts. Die nationalrevolutionären Minderheiten und der Kommunismus in der Weimarer Republik (Stuttgart 1960) als aus drei Aspekten bestehend: einerseits nationalistische Tendenzen im Kommunismus, andererseits sozialistische Bestrebungen im völkischen Lager – und drittens das zeitweilige Bündnis beider Strömungen („Querfront“) im innenpolitischen Kampf gegen Weimar und im außenpolitischen Wunsch nach deutsch-sowjetischer Kooperation.
Die Grundlagen des Nationalbolschewismus sah Schüddekopf in den Ideen von 1914, in der unvollendeten Novemberrevolution, der Ablehnung der daraus hervorgegangenen Weimarer Republik und der damit einhergehenden Zurückweisung des Friedensvertrages von Versailles, in der die Kommunisten und die Rechtsradikalen gemeinsame Gegner der Weimarer Koalition waren. Auch die straffe Organisation der KPD als Massenpartei und die Rücksichtslosigkeit der Sowjetregierung faszinierte die rechten Nationalisten. Darüber hinaus nahm Klaus W. Epstein an:

„[Eine] Erklärung der Tatsache, warum diese Bewegung trotz ihrer universalgeschichtlichen Wurzeln nur in Deutschland wirkliche Bedeutung gewann“, liegt „in der Stärke der romantisch-nationalen antiwestlichen ‚deutschen Bewegung‘ des 19. Jahrhunderts – auf die die Nationalbolschewisten besonders stolz waren –, teilweise [auch] in der besonderen Tragik der deutschen politischen Entwicklung seit 1914.“

Der Begriff Nationalbolschewismus bezeichnet auch die Verschmelzung von konservativen und nationalistischen Gedanken mit dem Bolschewismus. Die Überwindung des Klassenkampfes, der vom Marxismus propagiert wird, war Teil der Ideologie der rechten Nationalbolschewisten. Ernst Niekisch grenzte sich von der „zugespitzte(n) Formulierung der Tatsache des Klassengegensatzes“ durch den Marxismus ab und propagierte gegen den marxschen Internationalismus einen starken Staat ohne Parteien, der sich an die Sowjetunion anlehnen solle. Linke Nationalbolschewisten wiederum traten für den Klassenkampf ein, wie beispielsweise Karl Otto Paetel. Insgesamt lässt sich der Nationalbolschewismus jedoch in das geistige Umfeld der Konservativen Revolution einordnen.
Oft wird auch ein taktisches Einschwenken der KPD auf den Nationalismus wie etwa der „Schlageter-Kurs“ vom Sommer 1923, in dem die KPD auf Anraten Karl Radeks den Ruhrkampf als Widerstand gegen den Versailler Vertrag unterstützte, als nationalbolschewistisch eingeordnet. Diese Phasen waren jedoch kaum vom Wunsch nach einer ideologischen Synthese von Nationalismus und Sozialismus motiviert, sondern resultierten aus dem Kalkül heraus, Mitglieder und Wähler von nationalistischen oder faschistischen Strömungen zu „neutralisieren“ oder für den Kommunismus zu gewinnen. Da diese Taktik jedoch fehlschlug und rechtsradikale Diskurse eher bestärkte, war sie schon unter den Zeitgenossen der KPD heftig umstritten, der Schlageter-Kurs von 1923 etwa währte nur wenige Monate.

## Verbindung zum Nationalsozialismus
Teile des Nationalbolschewismus waren auch in der NSDAP beheimatet oder standen deren linkem Flügel um Ernst Röhm, Gregor Strasser und Otto Strasser zeitweise nahe: Diese waren Antisemiten, stellten aber das Ziel eines nationalen Sozialismus in den Vordergrund. Otto Strasser trat bereits am 4. Juli 1930 gemeinsam mit einigen Gesinnungsgenossen aus der NSDAP aus und veröffentlichte den Aufruf Die Sozialisten verlassen die NSDAP in der irrigen Hoffnung, die Partei damit zu spalten.

## Gegenwarts-Rezeption

### Deutschland
Ein Kopf des Nationalbolschewismus war Ernst Niekisch, der Herausgeber der Zeitschrift Widerstand. Zeitschrift für nationalrevolutionäre Politik, die im Widerstands-Verlag, Berlin, erschien. Manche Vertreter der heutigen Neuen Rechten beziehen sich unter Anwendung der Querfront-Strategie auf diese Ideologie und greifen deren Ideen auf. Neben der Gruppe um Niekisch firmierte ein Kreis um Karl Otto Paetel als Gruppe Sozialrevolutionärer Nationalisten. Für Ruth Fischer, die 1959 in den Frankfurter Heften über den National-Bolschewismus am Beispiel Ernst Niekischs publizierte, waren alle Nationalbolschewisten in Anlehnung an Karl Radeks Aufsatz über Leo Schlageter „Wanderer ins Nichts“. Auch das rechtsextreme Compact-Magazin und dessen Herausgeber Jürgen Elsässer werden zumindest als teilweise nationalbolschewistisch eingeordnet. Der Politikwissenschaftler und Publizist Peter R. Neumann vom King’s College London sieht Sahra Wagenknecht in der Tradition des Nationalbolschewismus.

### Russland
Nach dem Zerfall der Sowjetunion gründete Eduard Limonow in Russland die Nationalbolschewistische Partei Russlands. Nach ihrem Verbot übernahm die Nachfolgeorganisation Das andere Russland ähnliche Positionen.